# Zhao Zhonghao
Zhao Zhonghao (en chino: 赵•中豪; 8 de agosto de 1995) es un deportista chino que compite en tiro, en la modalidad de rifle. Ganó una medalla de bronce en el Campeonato Mundial de Tiro de 2022, en la prueba de rifle en posición tendida 50 m.

## Palmarés internacional
| Campeonato Mundial | Campeonato Mundial | Campeonato Mundial | Campeonato Mundial         |
| Año                | Lugar              | Medalla            | Prueba                     |
| ------------------ | ------------------ | ------------------ | -------------------------- |
| 2022               | El Cairo (Egipto)  | Medalla de bronce  | Rifle en pos. tendida 50 m |